# Piotr Schmidt
Piotr Petróvich Schmidt (en ruso: Пётр Петрович Шмидт; 5 de febrerojul./ 17 de febrero de 1867greg. - 6 de marzojul./ 19 de marzo de 1906greg.) fue uno de los líderes del Levantamiento de Sebastopol durante la Revolución rusa de 1905.

## Primeros años
Piotr Petróvich Schmidt nació en 1867 en Odesa, Imperio ruso, actualmente Ucrania, en la familia del contralmirante y jefe del puerto de Berdyansk, Piotr Petróvich Schmidt (1828-1888), quien participó durante el Sitio de Sebastopol (1854-1855) en la defensa de la ciudad. Su madre Yekaterina Yakovlevna Schmidt (nacida von Wagner) era de ascendencia alemana.
Schmidt pasó su juventud en Berdyansk, donde su padre era gobernador de la ciudad (gradonachalnik) y jefe del puerto.
En 1883, el joven Schmidt ingresó al Cuerpo de Oficiales Navales en San Petersburgo, y después de graduarse, se inscribió en la Armada Imperial Rusa. Renunció en 1888 y se casó con Dominika Gavrilovna Pavlova. Después del nacimiento de su hijo Yevgeniy en 1889, la familia se mudó a Taganrog, donde Alexander Nentzel, gerente del Banco Comercial Azov-Don le ofreció un puesto de contable. En 1893, Schmidt dejó Taganrog y se inscribió nuevamente en la Armada Imperial Rusa.

## Levantamiento de la Flota del Mar Negro
El levantamiento de la Flota del Mar Negro fue parte de la Revolución rusa de 1905. Schmidt era teniente comandante del destructor Número 253 de la Armada Imperial Rusa. El 1 de octubre de 1905, pronunció un discurso durante una reunión en Sebastopol, instando a los ciudadanos a defender sus derechos y exigiendo a las autoridades la libertad de los presos políticos. Los participantes de la reunión se dirigieron hacia la prisión de la ciudad, donde se encontraron con disparos de ametralladora. En los días siguientes, Piotr Schmidt pronunció un discurso en la sesión especial del Ayuntamiento de Sebastopol y en el cementerio durante la ceremonia del funeral de las víctimas del tiroteo, donde fue arrestado. Trasladado al acorazado Tri Sviatitelia, su detención provocó intensas protestas, y las autoridades se vieron obligadas a liberarlo. El 7 de noviembre de 1905, Schmidt se retiró con el rango de capitán (капитан 2 ранга).
El levantamiento continuó, con el crucero Ochakov en el centro de la agitación. El 26 de noviembre de 1905, comenzó un motín en el crucero, y sus oficiales fueron expulsados del barco. El teniente comandante Schmidt, aunque no era miembro de Partido Obrero Socialdemócrata de Rusia, fue invitado a tomar el mando de los barcos rebeldes, incluidos el dragaminas Griden; el cañonero Usuriets; los destructores Zavetniy, Zorkiy, Svirepiy, 265, 268 y 270; el barco escuela Dnestr; y el minador Bug. 
Ese mismo día, los delegados de los comités (soviets) de los marineros y de los soldados decidieron iniciar un motín en toda la flota del Mar Negro y nombrar a Schmidt como comandante de la armada revolucionaria. El 28 de noviembre, Piotr Schmidt llegó a bordo del crucero Ochakov, que levantó la bandera roja y la señal de "Al mando de la flota". Al escuadrón rebelde también se unió al acorazado Potemkin. Las fuerzas revolucionarias reunían unos 8200 hombres, frente a los 10.000 efectivos de las fuerzas gubernamentales. Schmidt envió un telegrama al Emperador Nicolás II de Rusia:

La gloriosa Flota del Mar Negro, devotamente consagrada al pueblo, exige a Su Majestad que convoque inmediatamente una reunión de la Asamblea Constituyente (Учредительное собрание), y ya no obedece las órdenes de sus ministros. Comandante de la Flota P. Schmidt

El comandante de las fuerzas imperiales rusas, general Meller-Zakomelskiy, dio un ultimátum exigiendo una capitulación inmediata, pero no hubo respuesta. Tres horas después del ultimátum, las fuerzas del gobierno abrieron fuego contra los barcos y cuarteles rebeldes. En 90 minutos, el escuadrón revolucionario fue derrotado por los barcos del gobierno liderados por el acorazado Rostislav. Schmidt y su hijo de 16 años fueron capturados, y todos los que quedaron vivos fueron arrestados. Al día siguiente, las fuerzas gubernamentales apoyadas por la artillería tomaron los cuarteles de la rebelión.

## Consecuencias
Schmidt y otros líderes del levantamiento fueron condenados a muerte en Ochakov.  Fue ejecutado el 19 de marzo de 1906 en la isla Berezán, fusilado por un pelotón formado por miembros de la tripulación de la cañonera "Terets". En 1922, Mijaíl Stavraki, comandante del pelotón de fusilamiento de la cañonera, fue descubierto en Batumi en posesión de cinco pasaportes falsos con diferentes nombres y billetes de banco antiguos, por agentes de la Checa. El juicio de Stavraki, que era compañero de clase de Schmidt en el Cuerpo Naval de San Petersburgo, se llevó a cabo el 1 de abril de 1923 en Sebastopol, cuando la mayor parte de los testigos y participantes en los hechos juzgados todavía estaban vivos. El 3 de abril de 1923, la Junta Militar de la Corte Suprema de la URSS condenó a muerte a Stavraki para ser ejecutado por un pelotón de fusilamiento.

## Reconocimientos
- El Puente Blagoveschenski (el Puente de la Anunciación), un puente importante a través del Río Nevá en San Petersburgo, Rusia, fue llamado "Puente del Teniente Schmidt" en memoria de Piotr Schmidt entre los años 1918 y 2007.
- En 1924, un pescador descubrió el lugar donde Schmidt y otros revolucionarios habían sido asesinados a tiros. Los restos fueron enterrados en Sebastopol, y en la década de 1960 se colocó una estela de 15 metros de altura en la isla de Berezan.
- Después de la Guerra civil rusa, las calles de varias ciudades soviéticas llevaron el nombre del teniente Schmidt: en Astracán, Bataisk, Vínnitsa, Vólogda, Viazma, Berdyansk, Tver (bulevar), Vladivostok, Yeisk, Gátchina, Dnipró, Donetsk, Yegórievsk, Kazán, Lisva, Múrmansk, Babruisk, Nizhni Taguil, Novorosíisk, Odesa, Pervomaisk, Ochákiv, Samara, Sebastopol, Simferópol, Taganrog en su lado continental y en diferentes lados de la bahía), Tiumén, Kerch, Kropyvnytsky, Kremenchuk, Kamianets-Podilskyi, Jabárovsk, Járkov, Lyubotin, Melitópol, Petropavlovsk.
- El 31 de diciembre de 1922, el antiguo (1899) buque torpedero Svirepy de la clase Sokol pasó a llamarse Teniente Schmidt. Fue desmantelado en 1927.

## En la cultura popular
- Borís Pasternak escribió un poema sobre el revolucionario, titulado "Teniente Schmidt".
- Hay dos óperas basadas en su vida: la primera fue escrita en 1938 (compuesta por NI Platonov), y la segunda en 1970 (obra del compositor BL Yarovinsky, representada en 1970 por VM Sklyarenko en la Ópera de Jarkov).[3]
- La película de 1969 "Novela postal"[4] describe su compleja relación con Zinaida Riesberg, sobre la base de su correspondencia. Schmidt es interpretado por Aleksandr Parra.[5]
- En la película clásica "We'll Live Till Monday",[6] hay una larga discusión sobre él en una de las escenas finales, donde uno de los estudiantes afirma que el sacrificio de Schmidt fue una tontería, solo para que el maestro (interpretado por Viacheslav Tíjonov) respondiera que es fácil decir cosas como esta en retrospectiva histórica. Luego se lanza a un retrato detallado de los logros de Schmidt e insta a los niños a leer su correspondencia con Zinaida Riesberg.